# دیترویت راک سیتی
دیترویت راک سیتی (به انگلیسی: Detroit Rock City) فیلمی محصول سال ۱۹۹۹ و به کارگردانی آدام ریفکین است. در این فیلم بازیگرانی همچون ادوارد فرلانگ، سم هانتیگتون، جوزپه اندروز، جیمز دیبلو، لین شی، ملانی لینسکی، ناتاشا لیون، شنون توئید، امانوئل شریکی، جو فلاهرتی و ران جرمی ایفای نقش کرده‌اند.